# Militärflugplatz Gjadër

i7
i11
i13
Der Militärflugplatz Gjadër (albanisch Aerodromi ushtarak i Gjadrit, auch Baza ajrore e Gjadrit, ICAO-Code: LAGJ), auch Militärflugplatz Lezha-Zadrima ist ein ehemaliger Militärflugplatz der Albanischen Luftstreitkräfte in der Zadrima nördlich von Lezha in Nordalbanien.

## Lage und Einrichtungen

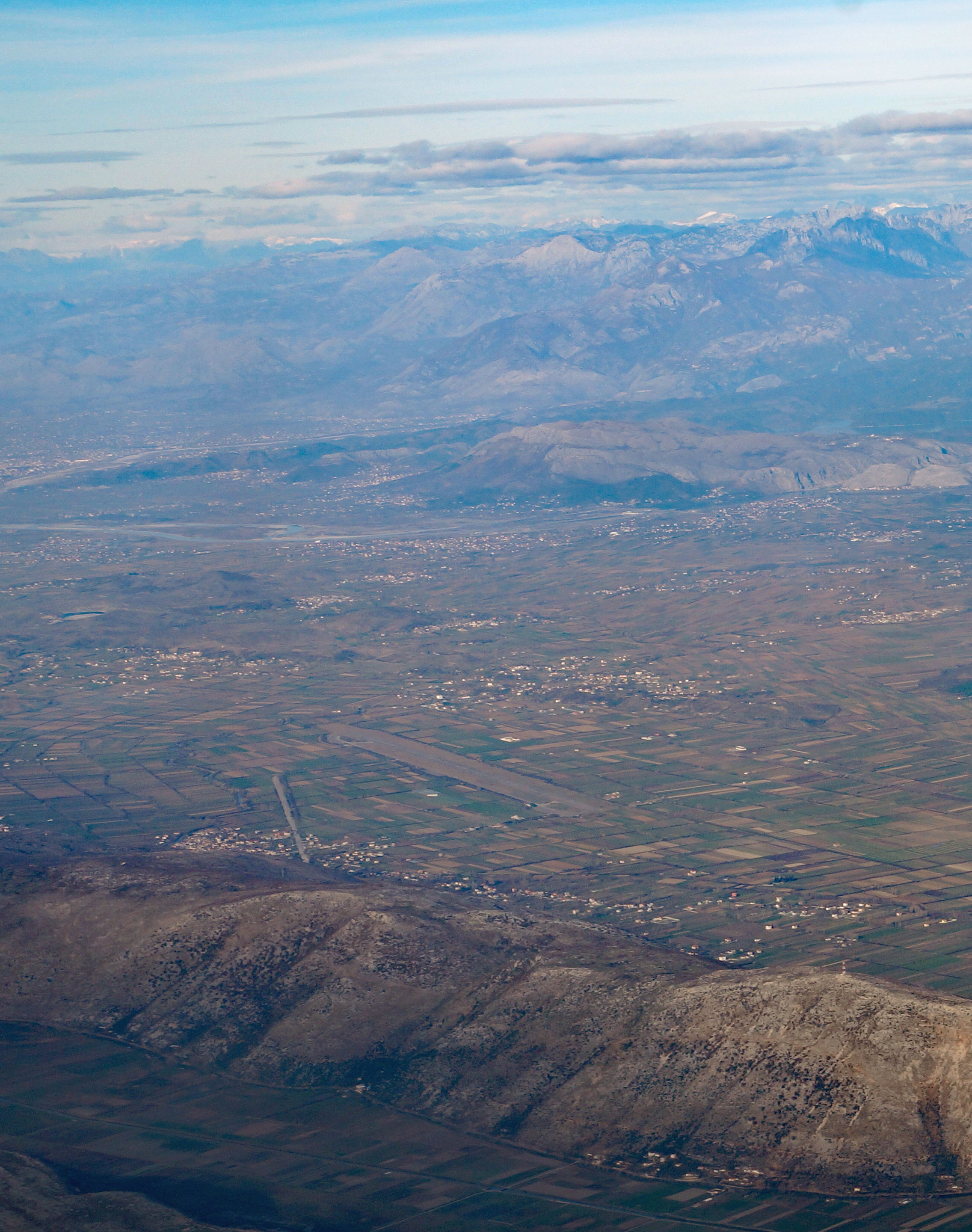
Der Flugplatz in der Zadrima-Ebene, die Albanischen Alpen im Hintergrund

Der Flugplatz liegt in Nordalbanien in der flachen Zadrima-Ebene zwischen den Städten Lezha und Shkodra. Gleich an den Flugplatz angrenzend liegt das Dorf Gjadër. Dieses wird vom alten Flusslaufes des Drin und dessen Nebenfluss Gjadër durchflossen. Dorfstraßen und die Nationalstraße SH29 kreuzen die Nebenpiste.
Rund 400 bis 600 Meter westlich der Hauptpiste verläuft die schmale Nebenpiste. Sie dient auch als Rollbahn zum nördlichen Ende der Hauptpiste. Eine weitere Rollbahn verbindet die Pisten an ihren südlichen Enden. Eine dritte verläuft westlich parallel zur Hauptpiste.
Rund 1,4 Kilometer südwestlich der Hauptpiste respektive 400 Meter südlich der Nebenpiste befindet sich eine unterirdische Flugzeugkaverne im Hügelzug des Mali i Kakarriqit (398 m ü. A.), der die Ebene im Westen begrenzt. Der 14 Meter breite und halbkreisförmige Bunker hatte zwei Eingänge. Er bot Platz für bis zu 50 Düsenjets.
Bei der Kaverne lag auch die Militärbasis. Kurz nach der Kaverne überquert die Rollbahn den Drin.
Rund einen Kilometer östlich der Hauptpiste verläuft die wichtigste Nord-Süd-Achse SH1.

## Geschichte

### Anfangsjahre
Die im Jahr 1951 gegründete albanische Luftwaffe war anfangs nur in Lapraka bei Tirana stationiert. 1955 wurde der Militärflugplatz Kuçova im südlichen Mittelalbanien in Betrieb genommen. Der neue Flughafen Tirana, der 1958 bei Rinas eröffnet wurde, wurde sowohl militärisch als auch zivil genutzt.

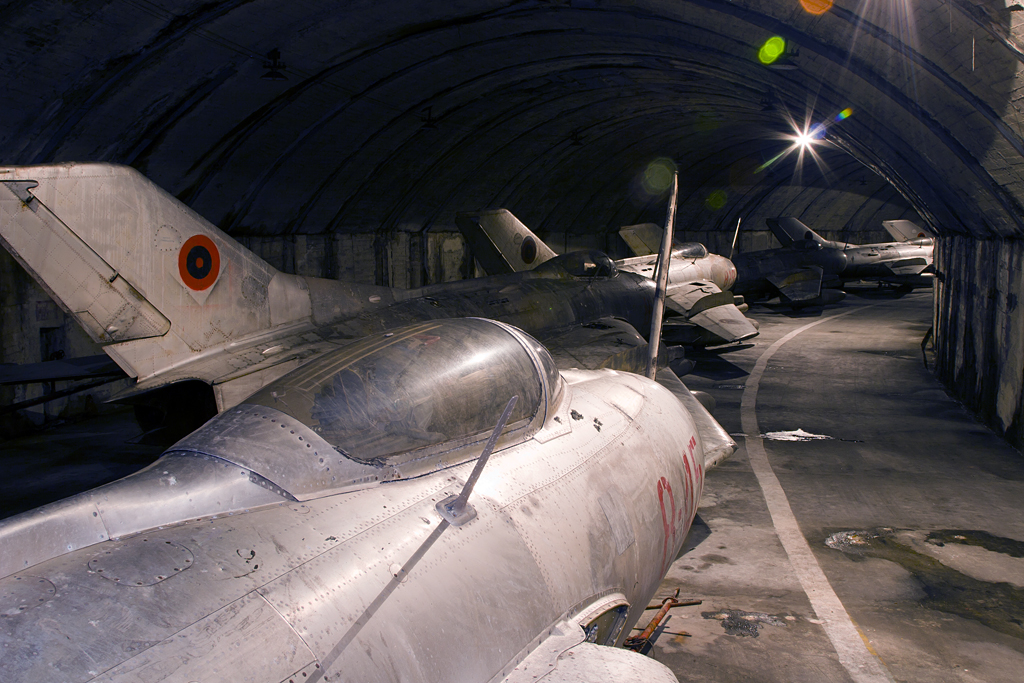
Fliegerkaverne

Um den nordalbanischen Luftraum besser gegen Eindringlinge – insbesondere Verletzungen durch die jugoslawische Luftwaffe – zu schützen, wurde 1969 mit dem Bau eines Militärflugplatzes in Gjadër begonnen. Unterstützung dabei kam von der Volksrepublik China. Mit der Shenyang F-6 kamen die damals modernsten Flugzeuge der albanischen Luftwaffe in Gjadër zum Einsatz. In Gjadër wurde ein neu gegründetes Fliegerregiment stationiert. In den Folgejahren wurden weitere Flugzeuge – Shenyang FT-5, Chengdu F-7A und mehr F-6 – von Tirana und Kuçova nach Gjadër verlegt.

### Transformationsjahre
Die Luftwaffe nutzte die Basis mindestens bis 1993. 1992 war es noch zu einem Zwischenfall mit einer FT-5 gekommen, die ein Problem mit dem Fahrgestell hatte. Die Piloten konnten das Flugzeug im Gras neben der Piste auf dem Bauch landen.
Anfang 1994 richteten sich Amerikaner auf dem Militärflugplatz Gjadër ein. Die CIA stationierte zwei unbemannte Luftfahrzeuge (Drohnen) vom Typ Gnat 750 und eine Bodenstation für Satellitenkommunikation, um während des Bosnienkriegs Aufklärungsflüge über Bosnien und Herzegowina und Jugoslawien durchzuführen. Eine Schweizer RG-8A Condor, die als fliegende Kommunikationsstation eingesetzt, konnte die Operation auch nicht retten, die unter schlechtem Wetter und Problemen mit der Satellitenkommunikation litt.
Von April bis November 1995 nutzte die US Air Force die Basis. Sie flog mit Predator-Drohnen Aufklärungsflüge über dem Kriegsgebiet in Bosnien. Das Material wurde mit einer C-130 Hercules eingeflogen. Über 70 Amerikaner waren in Gjadër stationiert.
Während des bürgerkriegsähnlichen Lotterieaufstands im Jahr 1997 wurde der Flugplatz von Zivilpersonen gestürmt und mehrere Gebäude, darunter der Kontrollturm, wurden zerstört. Am 16. März 1997 haben sich die Soldaten vom Stützpunkt zurückgezogen. Reparaturarbeiten wurden in der Folge nicht durchgeführt. Im Jahr 2000 wurde der Flugbetrieb offiziell eingestellt.

### Brachliegendes Gelände

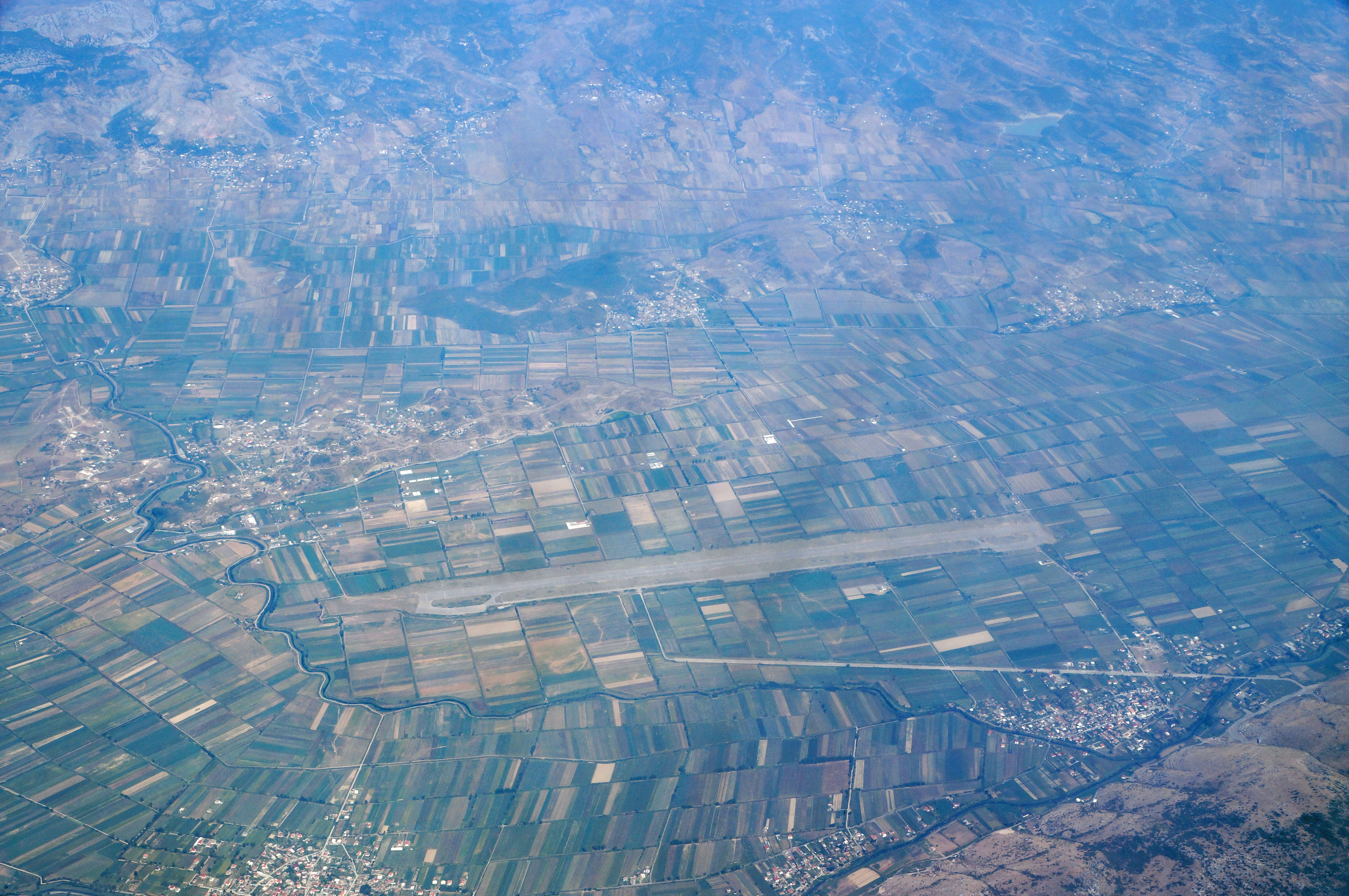
Die Region im Sommer 2017

In den Kavernen von Gjadër wird noch immer altes Fluggerät gelagert. Soldaten sind dort keine mehr stationiert. Es gibt keine aktuellen Pläne, den Flughafen zu reaktivieren.
Das Dorf Gjadër hat sich zwischenzeitlich weit in das Gelände des Militärflugplatzes ausgedehnt. Neben der alten Nebenpiste und den Rollwegen stehen heute Wohnhäuser.
Die Hauptpiste wurde von jungen Männern aus den Städten der Umgebung gerne für nächtliche Autorennen genutzt.
2014 wurden die Pisten des Flugplatzes vom Staat mit Betonblöcken blockiert, nachdem publik geworden war, dass wiederholt Drogenschmuggler den brachliegenden Flugplatz – nebst anderen im Land – genutzt hatten.

### Italienisches Lager für Migranten
Ende 2023 schlossen Italien und Albanien ein Abkommen, dass Migranten, die von italienischen Schiffen aus dem Mittelmeer gerettet werden, nach Albanien verbracht werden sollen, bis ihre Asylanträge von Italien bearbeitet sind. Ende März 2024, nachdem die Gerichte und Parlamente beider Länder das Abkommen gutgeheißen hatten, begannen auf dem Militärgelände im Bereich zwischen Fluss und Hügel die Bauarbeiten für die Unterkunft. Die in internationalen Gewässern aufgegriffenen Bootsflüchtlinge erreichen Albanien im Hafen von Shëngjin, wo sie registriert werden. In Gjadër werden innert 28 Tagen die Asylanträge bearbeitet. Das Bearbeitungszentrum wird von italienischen Behörden betrieben, die Asylanträge nach italienischem Recht beurteilt. Die im Oktober 2024 in Betrieb genommene Anlage ist für 880 Asylbewerber ausgelegt, aber ein Ausbau für bis zu 3000 Personen ist möglich. Die Migranten können die Anlage nicht verlassen. Eine weitere Abteilung bietet Platz für 144 Asylbewerber mit negativem Bescheid, die auf ihre Rückführung warten. Im Gefängnistrakt können 20 Personen untergebracht werden.